# Stenolophus irinorufus
Stenolophus irinorufus es una especie de escarabajo de tierra del género Stenolophus, tribu Harpalini, subfamilia Harpalinae. Fue descrita científicamente por Fairmaire en 1869.
La especie se mantiene activa durante los meses de febrero, julio, octubre, noviembre y diciembre.

## Distribución
Se distribuye por Camerún, Mozambique, Sudáfrica y Botsuana.